# Rechtsfortbildung
Unter Rechtsfortbildung wird eine über die Gesetzesauslegung hinausgehende Form der angewandten Rechtswissenschaft bezeichnet, mit der geltendes Recht geschaffen wird. Regelmäßig wird die Rechtsfortbildung von Gerichten vorgenommen, so dass der Rechtsbegriff eng mit dem des Richterrechts verknüpft ist. Die richterliche Rechtsfortbildung steht im Spannungsfeld zwischen juristischem Aktivismus und richterlicher Selbstbeschränkung.

## Beispielsfall der Rechtsfortbildung
Ein populäres Beispiel richterlicher Rechtsfortbildung ist der sogenannte Hühnerpestfall. Dort wurde ein Impfstoffwerk verklagt, weil es einen verunreinigten Impfstoff hergestellt hatte, der zum Tode der mit diesem Impfstoff geimpften Hühner führte. Ein Schadensersatzanspruch konnte allerdings nur bestehen, wenn dem Impfstoffwerk Verschulden im Hinblick auf die Verunreinigung nachgewiesen werden konnte. Nach den gesetzlichen Vorgaben hätte der Kläger das Verschulden beweisen müssen, was ihm jedoch nicht gelang. Der Bundesgerichtshof nahm hier ohne gesetzliche Grundlage eine Beweislastumkehr vor, d. h. der beklagte Impfstoffhersteller musste beweisen, dass ihm kein Verschulden zur Last fiel.

## Zulässigkeit von Rechtsfortbildung
Im deutschen Recht wird, anders als beispielsweise im Recht der Europäischen Union, zwischen Auslegung und Rechtsfortbildung unterschieden. Während die Auslegung von Gesetzen zur allgemeinen Aufgabe von Gerichten gehört, bedarf es für die Zulässigkeit von Rechtsfortbildung einer darüber hinausgehenden Begründung. Die Zulässigkeit von Rechtsfortbildung ist heute allgemein anerkannt. Sie unterliegt allerdings Grenzen, die sich sowohl aus der Methodik des einfachen Rechts als auch aus dem Verfassungsrecht ergeben.
Nach einfachem Recht ist Voraussetzung für die Zulässigkeit einer Rechtsfortbildung, dass das geltende Gesetzesrecht eine Lücke aufweist (Gesetzeslücke). Eine solche Lücke muss abgegrenzt werden gegenüber einem rechtspolitischen Fehler: Es geht darum, ob das geltende Recht nach seiner eigenen Logik bestimmte regelungsbedürftige Fälle nicht regelt, nicht darum, ob der Interpret eine andere gesetzliche Regelung für besser hielte.
Unter den verschiedenen Arten von Gesetzeslücken ist die nachträgliche Regelungslücke hervorzuheben: Nach Inkrafttreten des Gesetzes haben sich entweder das rechtliche Umfeld oder die Rechtstatsachen geändert, sodass jetzt entweder eine neue Regelung oder eine Änderung der bestehenden Regelung erfolgen müsste.
Typisches Beispiel für das Auffinden und das Schließen einer Gesetzeslücke ist die Analogie, insbes. die Gesetzesanalogie: Ein Gesetz regelt zwei Fälle, A und B, aber nicht einen dritten Fall C. Der Fall C ist den Fällen A und B ähnlich, es besteht eine Gleichheit der Interessenlage. Die auf diese Weise festgestellte Lücke wird dadurch geschlossen, dass die für A und B geltende Rechtsfolge auch im Falle C angewandt wird.
Verfassungsrechtlich muss eine Rechtsfortbildung dem Demokratieprinzip, dem Rechtsstaatsprinzip und vor allem dem Gewaltenteilungsprinzip entsprechen. Da Richter – anders als Abgeordnete – nicht gewählt werden, dürfen sie nach dem Demokratieprinzip durch Rechtsfortbildung kein eigenes rechtspolitisches Konzept entwickeln. Nach dem Rechtsstaatsprinzip ist u. a. eine Rechtsfortbildung unzulässig, die eine Systemänderung mit sich bringt, die wegen ihrer Komplexität nur vom Gesetzgeber geleistet werden kann. Aus dem Gewaltenteilungsprinzip ergibt sich, dass die politische Gestaltung dem Gesetzgeber vorbehalten ist.

## Ob und Wie der Rechtsfortbildung
Von der Frage, ob eine Rechtsfortbildung in einem konkreten Fall überhaupt zulässig ist, ist die Frage zu trennen, auf welche Weise die gefundene Lücke zu schließen ist. In einem Fall zur befristeten Einstellung von Bewerbern für einen Arbeitsplatz ohne das Erfordernis eines sachlichen Grundes für die Befristung hatte das Bundesarbeitsgericht im Wege der Rechtsfortbildung festgestellt: Bei der gesetzlichen Formulierung, es komme darauf an, ob der Bewerber „bereits zuvor“ bei demselben Arbeitgeber beschäftigt war, seien Vorbeschäftigungen nicht zu berücksichtigen, die mehr als drei Jahre zurückliegen. Das Bundesverfassungsgericht hat die Feststellung des Bundesarbeitsgerichts, dass die gesetzliche Regelung lückenhaft und dass eine Rechtsfortbildung erforderlich sei, gebilligt („Ob“ der Rechtsfortbildung). Im Hinblick auf die Art der Schließung der Lücke hielt es allerdings die Festlegung auf drei Jahre für verfassungswidrig; vielmehr sei die Lage im Einzelfall zu prüfen („Wie“ der Rechtsfortbildung).

## Anwendung von Generalklauseln
Wenn Gerichte Generalklauseln auslegen, kann es sich um bloße Auslegung handeln oder um Rechtsfortbildung. Kennzeichen von Generalklauseln ist, dass sie den Gerichten einen weiten Spielraum eröffnen. Soweit die Entscheidung noch von der Regelung erfasst wird, handelt es sich um Auslegung. Allerdings haben die Gerichte aus solchen Generalklauseln häufig eigene Rechtsinstitute entwickelt, die sich so nicht aus dem Gesetz ableiten ließen. In diesen Fällen liegt eine Rechtsfortbildung vor. In besonderem Maße erfolgte eine solche Rechtsfortbildung unter Berufung auf § 242 BGB und das Prinzip von Treu und Glauben.

## Rangkonforme Auslegung und Rechtsfortbildung
Die Gerichte sind bei ihren Entscheidungen an die Beachtung von höherrangigem Recht gebunden (Normenhierarchie). Sind zu einer Vorschrift des einfachen Rechts mehrere Auslegungen möglich, dann ist diejenige zu wählen, die am ehesten dem höherrangigen Recht entspricht. Insofern gibt es eine völkerrechtsorientierte, eine unionsrechtsorientierte und eine verfassungsorientierte Gesetzesauslegung von einfachem Recht. In diesen Fällen steht das Ergebnis mit den Auslegungsregeln des deutschen Rechts in Einklang.
Ist nach diesen Regeln eine rangkonforme Auslegung nicht möglich, kann eine rangkonforme Rechtsfortbildung möglich sein, die den erhöhten Anforderungen an eine Rechtsfortbildung gegenüber der Auslegung unterliegt. Insofern kommen eine völkerrechtskonforme, eine unionsrechtskonforme oder eine verfassungskonforme Rechtsfortbildung in Betracht.

## Der Gleichheitssatz als Leitfaden der Rechtsfortbildung
Rechtsfortbildung vollzieht sich weitgehend am Leitfaden des Gleichheitssatzes; dieser, so hat man gesagt, sei gleichsam die „Seele der juristischen Hermeneutik“. Grundsätzlich führt Gleichbewertung auf normativer Ebene zu einer Generalisierung, Ungleichbewertung zu einer Differenzierung von Rechtsgrundsätzen. Die konkretisierende Entfaltung gesetzlicher Begriffe wie „Treu und Glauben“ und „gute Sitten“ geschieht in fallvergleichenden Schritten. Fallvergleichendes Denken findet sich auch jenseits der Gesetzesauslegung. Das römische Fallrecht entwickelte sich durch Gleichbewertung „ad similia procedens“ (Digesten 1, 3, 12), indem man die Lösung eines juristischen Problems auf die Lösung eines gleich zu bewertenden Falles übertrug; desgleichen entfaltete sich das angelsächsische Common Law durch „reasoning from case to case“. Das kontinentale Gesetzesrecht kennt eine Rechtsfortbildung durch Analogie, also ebenfalls durch Fallvergleich. Die Legislative steht unter dem Gebot systemgerechter Gesetzgebung, in der „sich der Gleichheitssatz vor allem als Forderung nach Folgerichtigkeit der Regelungen, gemessen an den Angelpunkten der gesetzlichen Wertungen, zu Wort meldet“. Selbst die Subsumtion problematischer Fälle unter das Gesetz vollzieht sich in fallvergleichendem Denken. „Wo Gesetzgeber und Richter die für sie offengelassenen Fragen der Gleichbehandlung entscheiden, nehmen sie daran Anteil, … die lebendige Rechtskultur dieser Gemeinschaft weiterzubilden.“